# خابول خان
خابول خان (۱۱۰۰؟-۱۱۴۸) اولین خان امپراتوری مغول و جد بزرگ چنگیز خان بود . از آنجایی که سال تولد او مشخص نیست، بر اساس اطلاعات موجود در اسناد تاریخی مانند MNT و سودرین جاناس، فرض بر این است که او در اواخر قرن یازدهم یا اوایل قرن دوازدهم به دنیا آمده است. کتاب راز بیان می‌کند که خابول خان به عنوان پسر بزرگتر از دو پسر تومبینای ستسن متولد شده است، در حالی که سودرین جاناس رشیدالدین بیان می‌کند که او به عنوان پسر ششم تومبینای خان و پسر ارشد همسر کوچکترش متولد شده است. خابول خان نوه نسل هشتم بودونچار بود.

## داستان زندگی خابول خان
ماهری شد. او می‌توانست تا زمانی که یک بره کامل را تمام کند، زیر آب بماند. امپراتوری مغول در دوران سلطنت خابول خان قوی‌تر شد و نام او در خارج از کشور مشهور شد. در اوایل دهه ۱۱۳۰، فرستاده‌ای از ایالت طلایی زورقی‌ها به خابول مغولستان رسید و پیامی از خان مبنی بر دعوت خابول برای بازدید از کشورش را به او رساند. در آن زمان، زورقی‌ها با سلسله سونگ در جنگ بودند و تمام سرزمین‌های آن سوی رودخانه زرد در چین را فتح کرده بودند. خابول خان نیز این دعوت را پذیرفت زیرا مشتاق بود از اوضاع ایالت طلایی مطلع شود. خان ایالت طلایی، اوجیمید (۱۰۷۵-۱۱۳۵)، قدرت عظیم خابول را دید و با احترام از او استقبال کرد و جشن بزرگی را به نشانه احترام برگزار کرد. خابول خان از ترس اینکه مبادا غذایش را مسموم کرده باشد، و به اسم خنک شدن از گرمای شدید، به رودخانه شیرجه زد و هر چه خورده بود نوشید، سپس به کاخ طلایی خان بازگشت و از تمام غذا و شرابی که به او داده شده بود لذت برد. سربازان مرد قدبلند، قوی و باهوش را تحسین کردند و از اینکه چگونه مست نمی‌شود، هر چقدر هم که می‌نوشد، شگفت‌زده شدند. آنها فریاد زدند: «او مردی قوی است، قهرمانی که از جانب خدا موهبت شده است.»
یک بار، خابول خان به طور تصادفی مست شد و از اینکه دولت طلایی آشکارا و مخفیانه تاتارها و سایر استان‌ها را علیه کل مغول‌ها تحریک می‌کرد، عصبانی شد و ریش خان دولت طلایی را کند. در آن زمان، مقامات دولت طلایی سعی کردند خابول را دستگیر و اعدام کنند.
آلتان خان: — این نقض آداب معاشرت است. او را عفو کردند و به عنوان مهمان افتخاری بازگرداندند، هدایای ارزشمندی به او دادند و به عنوان هدیه تقدیمش کردند. از زمان به تخت نشستن هی تسونگ بر تخت سلطنت ایالت آلتان در سال ۱۱۳۵، ایالت آلتان در تلاش بوده است تا تمام مغولستان را با نیروی نظامی فتح کند و ارتش بزرگی به رهبری ژنرال هوشاهو را به مغولستان فرستاده است. هوشاهو حدود ۴ سال با ایالت آلتان جنگید، اما به موفقیت قابل توجهی دست نیافت. خابول خان در مبارزه با ارتش برتر زورقی‌ها بسیار محتاط بود و قصد داشت با نیرویی کوچک به موفقیت بیشتری دست یابد. خابول با بهره‌گیری از ناآشنایی با منطقه، ارتش بزرگ زورقی‌های مهاجم را بدون مقاومت به عمق قلمرو خود راند و با دقت هر حرکت آنها را زیر نظر داشت و با استفاده از یک ارتش کوچک، دشمن را از دور تحریک و سنگ باران کرد و آنها را تضعیف و روحیه آنها را تضعیف کرد. هنگامی که ارتش خوشاهو، که از استپ‌های وسیع مغولستان و کوه‌های ناهموار کوه‌های خنتی خسته شده بود، به دلیل فرسودگی مردم و دام‌هایش شروع به عقب‌نشینی کرد، مردان قدرتمند مغول به رهبری خابول خان در سال ۱۱۳۹ ناگهان به آنها حمله کردند و آنها را در نزدیکی کوه‌های هایلان کاملاً نابود کردند. از آن زمان به بعد، خابول خان اردوی طلایی را دشمن اصلی خود می‌دانست، سربازان و سلاح‌ها را جمع‌آوری کرد، آنها را آموزش داد و شروع به جنگ علیه اردوی طلایی کرد. اردوی طلایی در آن زمان درگیر نبردی سرنوشت‌ساز با سلسله سونگ چین بود و نتوانست در برابر حملات خابول مقاومت کند و ۲۷ قلعه و بندر را در امتداد مرز شمالی خود از دست داد. در سال ۱۱۴۱، جنگ بین اردوی طلایی و سلسله سونگ پایان یافت و سلسله سونگ تسلیم شد و به اردوی طلایی اجازه داد تا با تمام قوا علیه مغول‌ها جنگ کند. با این حال، خابول خان وقت را تلف نکرد. او ضمن افزایش قدرت نظامی خود، با پسر یکی از رؤسای برجسته زورچی به نام دالان که به دلیل شورش در ارتش ایالت طلایی اعدام شده بود، اتحاد برقرار کرد و از اتباع او در مبارزه علیه ایالت طلایی استفاده کرد.
همه این وقایع قدرت خابول را بیشتر افزایش داد. سیزون خان، که سلسله سونگ چین را شکست داده و پیروزی بزرگی به دست آورده بود، ارتش بزرگی را علیه مغولان رهبری کرد. در این جنگ بین زورقی‌ها و مغولان که 5 سال به طول انجامید، شجاعت، تدبیر و فرماندهی خابول خان به وضوح مشهود بود. پادشاهی طلایی در آن زمان قدرتمندترین کشور در آسیای مرکزی بود و زورقی‌ها از مزایای بسیاری از جمله ارتش بزرگتر و سال‌ها تجربه در جنگ در جنوب چین برخوردار بودند. با این حال، مغولان به رهبری خابول خان در نبرد بزرگ پیروز شدند. در سال ۱۱۴۷، پیمان دوستی بین مغولان و پادشاهی طلایی امضا شد که بر اساس آن زورقی‌ها ۴۷ قلعه را در آن سوی رودخانه سیپین به مغولان واگذار کردند و مغولان سالانه به صورت گاو، گوسفند و اسب به مغولان خراج می‌پرداختند. علاوه بر این، آلتان خان عنوان پادشاه را به خابول اعطا کرد، اما او قاطعانه از پذیرش آن خودداری کرد. خابول خان به آنها فهماند که او پادشاه مشروع مغولان از خانواده‌های سلطنتی اشرافی و سرکش ایالت آلتان است. او همچنین از سیاست‌های شیطانی آلتان خان اطلاع داشت، بنابراین قاطعانه از اعطای عنوان پادشاه به او خودداری کرد. این واقعیت که آلتان اولوس با پیمان ۱۱۴۷ امتیاز یا مصالحه بزرگی انجام داد، نشان می‌دهد که قدرت مغولان بسیار افزایش یافته و با آلتان اولوس قدرتمند برابر شده است.
دستاورد اصلی خابول خان تأسیس دولت، انتخاب خورالدای از اشراف بزرگ به عنوان خان و تأسیس سلسله بورجیگین بود. خابول خان یک شخصیت سیاسی و نظامی بزرگ بود که دستاوردهای بزرگی در تاریخ مغولستان داشت. اگر خابل خان دولت تمام مغولی را تأسیس نمی‌کرد، اتحاد مغول‌ها بسیار کند و تأسیس دولت بزرگ مغول دشوار می‌بود. بزرگترین دستاورد خابل خان در تاریخ مغولستان، تأسیس قبیله بورجیگین، که به نام پسران خدایان آلونگو نامگذاری شده بود، به عنوان یک نقش برجسته در تاریخ، تأسیس دودمان خان‌های مغول و تأسیس «اول‌های مغول اولونخین» یا «هاماگ مغول» تحت رهبری آن خان‌های سفیدپوست بود. برخی از کتاب‌های تاریخ، خابول خان را به عنوان «خان اصلاح‌گر» و «برقرارکننده دموکراسی از طریق مشورت عمومی» توصیف می‌کنند که گفته می‌شود قوانین خورالدای خود را وضع کرده و خان را انتخاب کرده است.
بنابراین، در قرن یازدهم، خابول خان دولت مغول‌ها را که نقش مهمی در زندگی سیاسی آسیای مرکزی ایفا می‌کرد، دوباره تأسیس کرد و بعداً سایر استان‌ها و خانات مغولستان را در اطراف خاماگ مغولستان، مانند تاتار ، مرگید ، خرید و نایمان ، متحد کرد و پایه و اساس ایجاد یک دولت متحد مغولستان را بنا نهاد. خاماگ مغولستان، که توسط خابل خان تأسیس شد، تمام نمادها، نشان‌ها و نمادهای دولتی مغول‌ها را که از هون‌ها به ارث برده بود، داشت. پس از هون‌ها ، سومبه و نیرون، خابول خان با احیای سنت‌های دولتی مغول‌ها و احیای آنها در صحنه تاریخ، جایگاه افتخارآمیزی در بین خان‌های مغول به دست آورد. خابول خان بر اثر بیماری درگذشت.

## خابول خان میراث خود را به جای گذاشت
وقتی خابول خان در نیمه اول قرن دوازدهم درگذشت، تاج و تخت خود را به امباگای، پسر سنگوم بیلگی، یکی از اعضای خاندان تای، به ارث گذاشت، نه به یکی از هفت پسرش. دلیل اینکه خابول خان قدرت را به خاندان تای به جای پسرانش منتقل کرد، در متون مقدس ثبت نشده است. اینگونه بود که پدیده جدیدی در میان شاهزادگان خیاد-بورجیگین ظهور کرد که نقطه عطفی در جانشینی بود. اگر دلایل این امر را در نظر بگیریم، اول از همه، تهدید از سوی دولت طلایی زورچی‌ها افزایش یافت و آنها تاتارها را تحریک کردند تا به طور فعال فعالیت‌های مخرب خود را در داخل امپراتوری مغول انجام دهند. علاوه بر این، خابول خان آمادگی‌های نظامی خود را برای حمله به امپراتوری مغول تشدید کرد و به اصطلاح "اتحاد دفاعی نظامی" را با تاتارها تشکیل داد. در چنین لحظه حساسی، خابول خان اولویت اصلی خود را حفاظت از وحدت داخلی امپراتوری مغول قرار داد. علاوه بر این، اتحاد با سایر استان‌های خانات مغول بر اساس «مقابله با تهدید دشمنان خارجی» و کسب قدرت از اهمیت فوق‌العاده‌ای برخوردار بود، به ویژه اینکه تائی‌ها که از توانایی‌های نظامی قوی و جمعیت زیادی برخوردار بودند، می‌توانستند از این استان به عنوان نیروی پشتیبانی برای مغولان استفاده کنند.